# آربی اوانسیان
آربی اُوانسیان (ارمنی: Արբի Յովհաննիսեան؛ زادهٔ ۱ اسفند ۱۳۲۰) کارگردان سینما و تئاتر، استاد دانشگاه، طراح صحنه و مترجم ارمنی‌تبار اهل ایران است.
اوانسیان در سال ۱۳۴۰ در دانشکده زبان‌های خارجی دانشگاه ادبیات تهران تحصیل کرد و در فاصله سال‌های ۱۳۴۲ الی ۱۳۴۳ به تحصیل در رشتهٔ کارگردانی در مدرسه عالی فن فیلم لندن پرداخت. سپس به ایالات متحده آمریکا رفت و در رشتهٔ تئاتر فارغ‌التحصیل شد. پس از تحصیل سینما در مدرسه عالی فن فیلم لندن و تئاتر در آمریکا، در سال ۱۳۴۵ به ایران بازگشت. بین سال‌های ۱۳۴۸ تا ۱۳۵۳ در مدرسه عالی رادیو و تلویزیون ملی ایران به تدریس تجزیه و تحلیل فیلم و زیبایی‌شناسی فیلم و در سال‌های ۱۳۵۱ تا ۱۳۵۲ در دانشکده هنرهای زیبای دانشگاه تهران کارگردانی و بازیگری تئاتر تدریس کرد. اوانسیان در سال ۱۳۵۷ به دعوت انستیتو گوته و به عنوان میهمان دولت آلمان برای آشنایی با تئاترها و کارگردان‌های شهرهای اشتوتگارت، برلین و مونیخ به آلمان دعوت شد. آربی اوانسیان پس از انقلاب به فرانسه مهاجرت کرد و به فعالیت‌های خود در اشکالی چون تدریس، کارگاه‌های کوچک نمایشی، اجرای نمایش به زبان فرانسه و ارمنی و ساخت فیلم ادامه داد.
اوانسیان از سال ۱۳۴۴ تاکنون ده‌ها نمایش را کارگردانی کرده و طراحی لباس چندین نمایش را برعهده داشته‌است. او و چند نفر از همکلاسی‌هایش در دوران دبیرستان گروه تئاتر آرمن را تشکیل دادند و شاهین سرکیسیان را به عنوان مشاور گروه دعوت کردند. اوانسیان طی سال‌ها نمایش‌هایی مدرن در تئاترشهر تهران و جشن هنر شیراز اجرا کرد. اکثر نمایش‌های وی در جشنواره‌های بین‌المللی از جمله جشن هنر شیراز و جشنواره‌های رویان و بلگراد روی صحنه رفته‌اند. از کارهای معروف وی می‌توان به کارگردانی نمایشنامه‌های کالیگولا، باغ آلبالو، ناگهان «هذا حبیب‌الله مات فی حب الله قتیل الله مات بسیف الله»، هدا گابلر (به زبان انگلیسی)، گدایان بزرگوار، در راه، برای دیگری و خانمی با سگ کوچولو (به زبان ارمنی)، پژوهشی ژرف و سترگ … و خلوت خفتگان اشاره کرد. او در ۱۳۴۷ به خاطر کارگردانی نمایش پژوهشی ژرف و سترگ … برندهٔ جایزه تلویزیون ملی ایران و جشن هنر شیراز شد. از دیگر فعالیت‌های او می‌توان به تأسیس کارگاه نمایش اشاره کرد. این کارگاه در ۱۴ خرداد ۱۳۴۸ به پیشنهاد رضا قطبی و با همیاری ایرج انور، بیژن صفاری، آربی اوانسیان، داوود رشیدی و عباس نعلبندیان تأسیس شد. در سال ۱۳۵۶ آربی اوانسیان فعالیت خود را در مقام کارگردان در کارگاه نمایش محدود دید، به همین علت از فعالیت در کارگاه دست کشید و همراه سه نفر از اعضای کارگاه، سوسن تسلیمی، فردوس کاویانی، و صدرالدین زاهد در محلی که سابقاً پارکینگ تئاتر شهر بود، گروه چهارسو را تأسیس کرد. اوانسیان در سال ۱۳۶۳ نمایش چگونه پیش‌بند سوزن‌دوزی‌شده مادرم در زندگی‌ام گسترده می‌شود را براساس نوشته‌هایی از لوون شانت، وازگن شوشانیان و نقاش آبستره امپرسیونیسم، آرشیل گورکی کار کرد و در یکی از کلیساهای بزرگ پاریس به روی صحنه برد. این نمایش حاصل سه سال ملاقات و تبادل نظر با دانشجویان ارمنی پاریس بود و اجرای آن باعث تأسیس «انجمن تئاتر ارمنیان پاریس» شد که تا امروز به کارش ادامه می‌دهد. او در ۱۳۶۴ فیلم بلند پیش‌بند سوزن دوزی شدهٔ مادرم در زندگی‌ام گسترده می‌شود را براساس این نمایش ساخت. فیلم در «جشنواره مونترال» و «جشنواره پیزارو» به نمایش درآمد و بسیار مورد استقبال قرار گرفت.
او فیلم‌های کوتاه نقاب (بر اساس نوشتهٔ گریگور ظهراب) و پویانمایی پاروانا، براساس شعری از هوهانس تومانیان، را در دوران تحصیلش در لندن ساخته‌است. آربی اوانسیان تجربیات تئاتری خویش را در زمینهٔ سینما نیز به کار گرفته‌است که حاصل آن در اوایل دهه ۱۳۵۰ فیلم مستند لبئوس به نام تادئوس (در خصوص مراسم زیارت قره کلیسا است که آن را در شهرستان ماکو ساخت. نخستین فیلم بلند او چشمه در سال‌های ۵۱–۱۳۴۹ با همکاری تلویزیون ملی ایران ساخته شد. فیلم به صورت سیاه‌وسفید، در قطع ۳۵ میلی‌متری، مدت نمایش ۱۰۰ دقیقه و با بازی آرمان هوسپیان، جمشید مشایخی، مهتاج نجومی و پرویز پورحسینی ساخته شد. این بازیگران بازی‌هایی به‌یادماندنی از خود به یادگار گذاشتند و به این ترتیب یکی از پایه‌های سینمای موج نو ایران بنا نهاده شد. این فیلم براساس داستان چشمه هغنار نوشته مگردیچ آرمن، نویسنده مشهور ارمنی ساخته شد.
او از چهره‌های شاخص و صاحب سبک تئاتر ایران بوده و در معرفی بسیاری از شگردها و فرم‌های تازه در تئاتر معاصر ایران آغازگر بود. نقشی را که آربی آوانسیان توانست در دهه‌های شصت و هفتاد میلادی در تئاتر ایران ایفا نماید، همانند نقشی است که قبل از او شاهین سرکیسیان توانسته بود در اوایل دههٔ پنجاه تا سال ۱۹۶۶ میلادی، ایفا کند. هر دو توانستند نظم کاملاً جدیدی به تئاتر ایران ببخشند و تلاش‌های شایان توجه‌ای در به ثمر رساندن تئاتر نوین ایران داشته باشند. توسط آنها بود که تئاتر ایران شروع به رشد نمود و در صحنهٔ جهانی مطرح شد. نمایش‌های آوانسیان در اقصی نقاط دنیا بر روی صحنه آمده‌اند و از این رو می‌توان او را یکی از پرکارترین کارگردان ایرانی در عرصهٔ جهانی به‌شمار آورد.

## زندگی

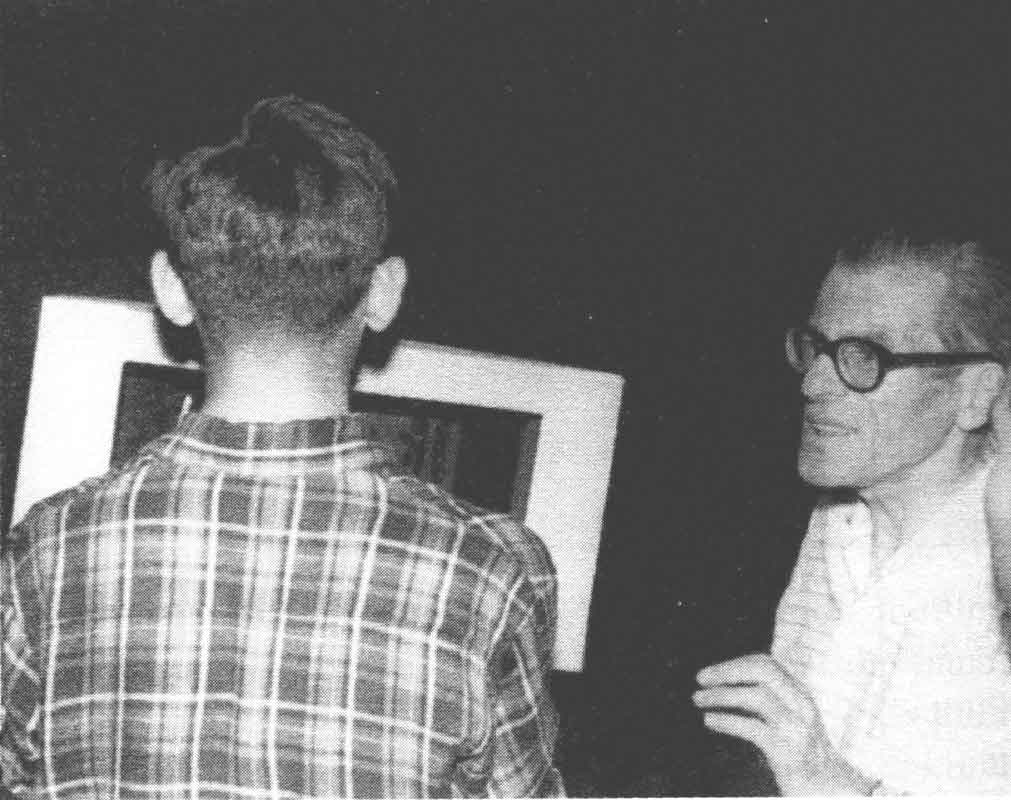
شاهین سرکیسیان (سمت راست) و آربی اوانسیان در کتابخانهٔ باشگاه آرارات، گروه تئاتر آرمن (۱۳۳۹)

آربی اوانسیان در اول اسفندماه ۱۳۲۰ (۲۰ فوریه ۱۹۴۲) در جلفای اصفهان به دنیا آمد. وی تحصیلات ابتدایی را در «دبستان کوشش-داوتیان» تهران و تحصیلات متوسطه را در «دبیرستان کوشش» تهران در رشته ریاضی گذراند.

نخستین برخوردش با تئاتر در سه یا چهارسالگی در مهد کودک بود که نقشِ یک خرگوش را در جشنِ آخرِ سال بازی کرد.
«هیچ وقت دوست نداشتم بازیگر باشم و در نقش دیگری پنهان شوم. همیشه خودم را صادقانه روی صحنه نشان داده‌ام و نیروی درونی صحنه را حس کرده‌ام.»
 در سال‌های مدرسه، کنجکاوی‌هایش او را به سوی تئاتر عروسکی برد. شروع جدی فعالیت‌های تئاتری‌اش از سال آخر دبیرستان بود که با چند نفر از همکلاسی‌هایش در گروه تئاتر نوجوانان واچه آدومیان در «باشگاه آرارات» شرکت داشتند و تصمیم گرفتند گروه تئاتر جدیدی تأسیس کنند تا برای بزرگترها بازی کنند. آن‌ها شاهین سرکیسیان را به عنوان مشاور گروه دعوت کردند. به این ترتیب گروه تئاتر آرمن در روز ۱۳ آذر ۱۳۳۹ (۴ دسامبر ۱۹۶۰) تشکیل شد.
آربی اوانسیان از کودکی شیفتهٔ کارگردانی تئاتر و سینما بود. در آغاز جوانی در روزنامه آلیک نقد و تحلیل می‌نوشت. او در اکتبر ۲۰۰۱ در ایروان در مصاحبه‌ای با «فصلنامه هاندس» در تهران گفت: «من در سن ۱۲ سالگی تصمیم گرفتم تحصیلات خود را در رشته سینما ادامه دهم … .» اوانسیان ابتدا در سال ۱۳۴۰ (۱۹۶۱) در دانشکده زبان‌های خارجی دانشگاه ادبیات تهران تحصیل نمود. و سپس در فاصله سال‌های ۱۳۴۲ الی ۱۳۴۶ (۶۶–۱۹۶۳) به تحصیل در رشتهٔ کارگردانی در مدرسه عالی فن فیلم لندن پرداخت. وی در سال ۱۳۴۲ (۱۹۶۵) موفق به دریافت دیپلم کارگردانی فیلم و در سال ۱۳۴۳ (۱۹۶۶) دیپلم تخصصی انیمیشن از آموزشگاه فیلم لندن شد.

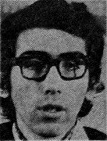

سپس به ایالات متحده آمریکا رفت و در آنجا نیز در رشتهٔ تئاتر فارغ‌التحصیل شد. آربی اوانسیان در روز یکشنبه ۱۸ اردیبهشت ۱۳۴۵ (۸ مه ۱۹۶۶) به ایران بازگشت. و خود را وقف فعالیت هنری کرد و چندین نمایش شاخص را به زبان‌های فارسی، ارمنی، و انگلیسی روی صحنه آورد.
چهارمین دوره جشنواره سینمای آزاد در مهرماه ۱۳۵۱ و در محل دانشگاه آریامهر برپا شد. داوران این جشنواره هوشنگ طاهری، پرویز کیمیاوی، هوشنگ کاووسی، فریدون رهنما، آربی اوانسیان و بیژن صفاری بودند.
اوانسیان در سال ۱۳۵۷ (ژانویه ۱۹۷۹) به دعوت انستیتو گوته و به عنوان میهمان دولت آلمان برای آشنایی با تئاترها و کارگردان‌های شهرهای اشتوتگارت، برلین و مونیخ به آلمان دعوت شد. از سوی دیگر پائیز همان سال قرار بود در «جشنواره پائیزی پاریس»، نمایش بانویی با سگ ملوسش را با بازی ساشا پیتویف به زبان فرانسه کارگردانی کند و چون به خاطر وقایع سیاسی، تئاترهای تهران تعطیل شده بود، تصمیم گرفت به پاریس برود که تا امروز هم در آنجا مقیم است.
آربی اوانسیان از سال ۱۳۵۸ (۱۹۷۹) که مقیم فرانسه شد، فعالیت‌هایش در رشتهٔ تئاتر را در اشکالی چون تدریس، کارگاه‌های کوچک نمایشی، اجرای نمایش به زبان فرانسه و ارمنی و ساخت فیلم پی‌گرفت. اوانسیان همچنین نمایشنامه‌های ایلف کوچولو (هنریک ایبسن)، همانطوری‌که بوده‌ایم (آرتور آدامف) و خلوت خفتگان (پیتر گیل) را کارگردانی کرده‌است. وی از سال ۱۳۵۹ (۱۹۸۰) مدیر هنری انجمن تئاتر ارمنی در پاریس است. وی در سال ۱۳۶۲ (۱۹۸۳) نمایش چگونه پیش‌بند سوزن‌دوزی‌شده مادرم در زندگی‌ام گسترده می‌شود را در این کشور اجرا کرد و در ۱۳۶۴ (۱۹۸۵) فیلم بلند پیش‌بند سوزن دوزی شدهٔ مادرم در زندگی‌ام گسترده می‌شود را براساس این نمایش ساخت.
وی در جهت معرفی جایگاه واقعی سینمای ارمنی اقدام به برپایی چندین جشنواره کرده‌است. در آخرین جشنواره فیلم ارمنی که در «مرکز ژرژ پمپیدو» ی پاریس در سال ۱۹۹۳ با ارائه ۱۲۰ فیلم ساخته شده توسط کارگردان‌های ارمنی در ارمنستان و دیگر نقاط جهانی برگزار شد و در نوع خود کم‌نظیر بود، دو فیلم چشمه اثر خود او و نقش خیال به کارگردانی زاون قوکاسیان و بازیگری لوریک میناسیان از ایران شرکت داشتند.

## فعالیت‌ها

### تئاتر

پرتره آوانسیان اثر سرگئی پاراجانف.

آربی اوانسیان پیش از انقلاب سال ۱۳۵۷ از چهره‌های شاخص و صاحب سبک تئاتر ایران بوده و در معرفی بسیاری از شگردها و فرم‌های تازه در تئاتر معاصر ایران آغازگر بود. او در زمینه پژوهش‌های تئاتر بین‌المللی با پیشگامان نامداری چون پیتر بروک و یرژی گروتوفسکی همکاری کرده‌است. او فعالیت مستقلش در تئاتر ایران را از سال ۱۳۴۷ با کارگردانی نمایش باغ آلبالو آغاز کرد. اکثر نمایش‌های وی در جشنواره‌های بین‌المللی از جمله جشن هنر شیراز و جشنواره‌های رویان (فرانسه) و بلگراد (یوگسلاوی) روی صحنه رفته‌اند. از کارهای معروف وی می‌توان به کارگردانی نمایشنامه‌های کالیگولا، باغ آلبالو، ناگهان «هذا حبیب‌الله مات فی حب الله قتیل الله مات بسیف الله»، هدا گابلر (به زبان انگلیسی)، گدایان بزرگوار، در راه، برای دیگری و خانمی با سگ کوچولو (به زبان ارمنی) اشاره کرد.
اوانسیان پس از بازگشت به ایران، فعالیت‌های تئاتری‌اش را گسترش داد و نمایش‌های مطرحی را به زبان‌های فارسی، ارمنی و انگلیسی روی صحنه برد. پس از مادمازل ژولی کار دیگری که اوانسیان به زبان فارسی روی صحنه بود، پژوهشی ژرف و سترگ و نو در سنگواره‌های دوره بیست و پنجم زمین‌شناسی نوشته عباس نعلبندیان بود. در ۱۳۴۷ (۱۹۶۸) به خاطر کارگردانی نمایش پژوهشی ژرف و سترگ … برندهٔ جایزه تلویزیون ملی ایران و جشن هنر شیراز شد. اوانسیان از سال ۱۳۴۴ تاکنون ده‌ها نمایش را کارگردانی کرده و طراحی لباس چندین نمایش را برعهده داشته‌است. زمانی که این نمایشنامه اجرا شد، آربی عضو هیئت داوری مسابقه نمایشنامه‌نویسی بود که تلویزیون برپا کرده بود.

#### اجراهای شاخص
باغ آلبالو

نمایش باغ آلبالو به عنوان برنامه افتتاحیهٔ سالن تئاتر شهر انتخاب شده بود. در سال ۱۳۵۱ موقعی که قرار بود تئاتر شهر در مرکز تهران افتتاح شود، در کارگاه نمایش گروهی به نام «گروه بازیگران شهر» به سرپرستی آربی اوانسیان شکل گرفت. اوانسیان در مورد این نمایش چنین گفته‌است:
ما قصد داشتیم در تئاتر شهر برنامه پیوسته‌ای را پیش ببریم و به‌طور مرتب آثار مهم نمایشی ادبیات دراماتیک جهان را اجرا کنیم. برای اولین کار باغ آلبالو را انتخاب کردیم. بزرگ علوی این اثر آنتون چخوف را به فارسی ترجمه کرده بود، اما انتشار و اجرای این اثر ممنوع بود. به همین خاطر ما از ترجمه سیمین دانشور استفاده کردیم، البته تلاش کردیم که آن را با بهره‌گیری از ترجمهٔ نجف دریابندری برای اجرا تکمیل کنیم. قبلاً کارهای کوچکی از چخوف روی صحنه رفته بود، اما این اولین بار بود که یکی از کارهای بلند چخوف به‌طور کامل در ایران روی صحنه رفت.
پرویز پورحسینی که در بسیاری از نمایش‌های آربی و البته در فیلم چشمه به عنوان بازیگر با وی همکاری داشته‌است، می‌گوید: 
«اولین کاری که از آربی دیدم نمایشی از اگوست استریندبرگ بود به نام مادمازل ژولی، طراحی صحنه اش فوق‌العاده بود. اجرای دیگری هم از او دیدم به نام در راه نوشته لوون شانت که راجع به نسل‌کشی ارمنی‌ها بود. این نمایش را با گروه ارمنی کار کرده بود.»
چگونه پیش‌بند سوزن‌دوزی‌شده مادرم در زندگی‌ام گسترده می‌شود

پوستر فیلم چگونه پیش‌بند سوزن‌دوزی‌شده مادرم در زندگی‌ام گسترده می‌شود، ۱۳۹۱.

نمایش چگونه پیش‌بند سوزن‌دوزی‌شده مادرم در زندگی‌ام گسترده می‌شود را براساس نوشته‌هایی از لوون شانت، وازگن شوشانیان و نقاش آبستره امپرسیونیسم، آرشیل گورکی کارکرد و در یکی از کلیساهای بزرگ پاریس به روی صحنه برد. این نمایش حاصل سه سال ملاقات و تبادل نظر با دانشجویان ارمنی پاریس بود و اجرای آن باعث تأسیس «انجمن تئاتر ارمنیان پاریس» شد که تا امروز به کارش ادامه می‌دهد. پس از آن عده‌ای از اهل فن، از جمله پیتر بروک پیشنهاد دادند که فیلم آن هم ساخته شود و چون «آربی» قصد داشت این فیلم را به زبان ارمنی بسازد، نتوانست به‌طور کامل از دولت فرانسه کمک هزینه بگیرد. پس با کمک جمعی از همفکران و به خصوص کمک ویژه وزیر فرهنگ فرانسه، ژاک لانگ، توانست این فیلم را طی یک سال و نیم (۸۵–۱۹۸۳) به پایان برساند. وی دربارهٔ این فیلم می‌گوید:
«این فیلم با کمک دوستان ساخته شد. ما حتی یک فرانک هم در اختیار نداشتیم. تهیه‌کننده ما تهیه‌کننده آثار «برسون» بود اما زمان ساخت فیلم ما ورشکست شد و نتوانست از ما حمایت کند. حتی دکور فیلم را بازیگران ساختند. سوزن دوزی مادرم… فیلم ۱۱۰ دقیقه ای به زبان ارمنی ساخته شده و با زیرنویس انگلیسی پخش شد. مانند چشمه فیلمی مفهومی بدون روایت خطی بود و داستان نداشت و حرکتی را دنبال می‌کند که از یکی از تابلوهای «گورکی» الهام گرفته شده و حتی نام آن براساس نام یکی از تابلوهای اوست.»
 فیلم در «جشنواره مونترال» و «جشنواره پیزارو» به نمایش درآمد و بسیار مورد استقبال قرار گرفت.

#### کارگاه نمایش
کارگاه نمایش در ۱۴ خرداد ۱۳۴۸ (۱۹۶۹) به پیشنهاد رضا قطبی که می‌خواست محیطی آزاد برای تئاتر به وجود بیاورد، و با همیاری ایرج انور، بیژن صفاری، آربی اوانسیان، داوود رشیدی و عباس نعلبندیان تأسیس شد. گشایش کارگاه در پی جشن‌های هنر شیراز بود. کارگاه نمایش از اواسط مرداد سال ۱۳۴۸ کار خود را با نمایش ادیپ شهریار اثر سوفوکل و پژوهشی ژرف و سترگ … به نویسندگی عباس نعلبندیان و کارگردان آربی اوانسیان آغاز کرد. کارگاه نمایش در آخرین سال‌های فعالیت خود بر اثر فضای ملتهب سال‌های ۱۳۵۶ و ۱۳۵۷ و جدایی برخی از اعضایش با رکود مواجه شد و بر اثر انتقادها و حسادت‌های دیگر گروه‌های تئاتری و فضای حاصل از انقلاب از ادامه کار بازماند.

#### همکاری با پیتر بروک
در سال ۱۳۴۹ (۱۹۷۰) پیتر بروک پس از دیدن نمایش پژوهشی ژرف و سترگ و نو در سنگواره‌های دوره بیست و پنجم زمین‌شناسی اثر عباس نعلبندیان و اجرای آربی اوانسیان، از او رسماً دعوت کرد تا در پایه‌ریزی «مرکز پژوهش‌های بین‌المللی تئاتر» در پاریس که به سرپرستی خود «بروک» تشکیل می‌شد، به عنوان کارگردان و پژوهشگر در زمینه تئاتر با او همکاری کند. حاصل این همکاری نمایش ارگاست اثر تد هیوز در دو قسمت است که در جشن هنر پنجم شیراز در سال ۱۳۵۰ (۱۹۷۱) با امضای پیتر بروک، آربی اوانسیان، آندری شربان و جفری ریوز اجرا شد.

#### گروه تئاتر چهارسو
در سال ۱۳۵۶ آربی اوانسیان فعالیت خود را در مقام کارگردان در کارگاه نمایش محدود دید، به همین علت از فعالیت در کارگاه دست کشید و همراه سه نفر از اعضای کارگاه، سوسن تسلیمی، فردوس کاویانی، و صدرالدین زاهد در محلی که سابقاً پارکینگ تئاتر شهر بود، گروه چهارسو را تأسیس کرد. این گروه از همان آغاز تأسیس در کنار برنامه‌های نمایشی به اجرای موسیقی، برگزاری نمایشگاه، نمایش فیلم و … نیز می‌پرداخت.

### سینما

#### فیلم‌های کوتاه
اولین فیلم وی نقاب نام داشت؛ فیلمی داستانی که در سال ۱۳۴۳ براساس نوشتهٔ گریگور ظهراب، نویسندهٔ شهیر ارمنی، در مدرسهٔ سینما ساخته شد. وی فیلم دوم خود پاروانا در سال ۱۳۴۴ می‌سازد. این پویانمایی که فیلم پایان نامهٔ تحصیلی وی نیز هست براساس اشعار هوانس تومانیان ساخته شده، در سال ۱۳۴۵ (۱۹۶۶) جایزهٔ جشنواره بین‌المللی فیلم کوتاه اوبرهاوزن را به دست آورد. و در دو مستند به نام‌های مدرسهٔ سلطنتی بالهٔ لندن و دور از خانه که در سال ۱۳۴۴ ساخته شد به عنوان مشاور هنری همکاری نمود. این فیلم‌ها تجربه‌های اولیهٔ آربی را در زمینهٔ پویانمایی، فیلم داستانی و مستند فراهم آورند.
آربی اوانسیان تجربیات تئاتری خویش را در زمینهٔ سینما نیز به کار گرفته‌است که حاصل آن در اوایل دهه ۱۳۵۰ فیلم مستند لبئوس به نام تادئوس (در خصوص مراسم زیارت قره کلیسا است که آن را در شهرستان ماکو ساخت) و فیلم بلند سینمایی چشمه است. و مورد توجه صاحب‌نظران و منتقدان هنری واقع شد.

#### فیلم‌های بلند
شوهر آهو خانم
زمانی که آربی در انگلستان تحصیل می‌کرد، شاهین سرکیسیان کتاب شوهر آهو خانم نوشتهٔ علی‌محمد افغانی را به عنوان اثر ادبی قابل اعتنای جدید ایران برای او فرستاد. آربی کتاب را خواند و تصمیم گرفت که با استفاده از مطالعات و تجربیات دانشگاهی‌اش، سناریوی دکوپاژ شدهٔ شوهر آهو خانم را بنویسد. وی در ۳۰ شهریور ۱۳۴۵، بعد از بازگشت به ایران، کارگردانی شوهر آهو خانم را آغاز کرد، ولی کار بعد از بیست دقیقه فیلم‌برداری متوقف شد، چون نگاه آربی به فیلمفارسی نزدیک نمی‌شد؛ بنابراین کارگردانی ادامه این اثر به داوود ملاپور داده شد.
لبئوس به نام تادئوس
فیلم مستند لبئوس به نام تادئوس در سال ۱۳۴۶ ساخته شده‌است. تهیه‌کننده فیلم انجمن فارغ‌التحصیلان ارمنی ایران بود که بعد از مشاهده فیلم نمایش آن را مناسب نیافت. آربی اوانسیان هم از فروش فیلم خودداری کرد و به این ترتیب فیلم در ایران به نمایش درنیامد. امّا نسخه‌ای از فیلم به اروپا راه پیدا کرد و در برنامه‌های فیلم‌خانه فرانسه و جشنواره فیلم ونیز به نمایش درآمد و با تحسین روبه‌رو شد. این فیلم دربارهٔ زیارت سالانه ارمنیان از کلیسای تادئوس مقدس واقع در در حوالی شهر ماکو است. فیلم‌ساز نگاهی شخصی و انتقادی به این رویداد دارد. این فیلم مستندِ ۳۳ دقیقه‌ای در قطع ۳۵ میلی‌متری توسط سلیمان میناسیان، به صورت سیاه‌وسفید فیلمبرداری شده‌است .
چشمه

پوستر فیلم چشمه

در سال ۱۳۴۷ پیشنهاد همکاری با تلویزیون ملی ایران، فرصت مناسبی برای فیلم‌سازان جوانی همچون آربی اوانسیان پیش آورد. در آن زمان وی در مدرسهٔ عالی تلویزیون مشغول تدریس تحلیل فیلم و نقد بود. آربی برای اولین بار در سینمای ایران، پیشنهاد کرد سه نفر از دانشجویان مدرسهٔ عالی سینما دستیار کارگردان این فیلم باشند: ژیلا مهرجویی، رضا علامه‌زاده، و هوشنگ آزادی‌ور.
نخستین فیلم بلند او چشمه در سال‌های ۵۱–۱۳۴۹ با همکاری تلویزیون ملی ایران ساخته شد. فیلم به صورت سیاه‌وسفید، در قطع ۳۵ میلی‌متری، مدت نمایش ۱۰۰ دقیقه و با بازی آرمان هوسپیان، جمشید مشایخی، مهتاج نجومی و پرویز پورحسینی ساخته شد. این بازیگران بازی‌هایی به‌یادماندنی از خود به یادگار گذاشتند و به این ترتیب یکی از پایه‌های سینمای موج نو ایران بنا نهاده شد. این فیلم براساس داستان چشمه هغنار نوشته مگردیچ آرمن، نویسنده مشهور ارمنی ساخته شد.
چشمه را آربی در شهرهای اصفهان، تهران، و کرج و از جمله در باغ فردوس فیلمبرداری کرد. فیلمبرداری چشمه در شهریورماه ۱۳۴۸ (۱۹۶۹) با بودجهٔ نقدینگی یک صد و پنجاه هزار تومان آغاز شد که یکصد هزار تومان آن برای دستمزد بازیگران در نظر گرفته شده بود. دستمزد آرمان هوسپیان در این فیلم پنجاه هزار تومان، جمشید مشایخی بیست و پنج هزار تومان، مهتاج نجومی پنج هزار تومان و پرویز پورحسینی پنج هزار تومان. فیلمبرداری بر عهدهٔ نعمت حقیقی بود که اولین فیلم ۳۵ میلی‌متری‌اش را کار می‌کرد. اولین نمایش چشمه در ۳۱ فروردین ۱۳۵۱ در نخستین جشنواره جهانی فیلم تهران بود. بعداً این فیلم در جشنواره‌های ونیز، لندن، پاریس و دو بار نیز در جشن هنر شیراز (۱۳۵۱ و ۱۳۵۴) به نمایش درآمد. آنری لانگلوا، مدیر سینماتک فرانسه، فیلم‌های چشمه و لبئوس به نام تادئوس را در جشنوارهٔ پاریس در سال ۱۳۵۲ (۱۹۷۳) دید و آن را برای نمایش در سینماتک انتخاب کرد و بعد از نمایش، جلوی بازگشت فیلم را گرفت و آن را در آرشیو سینماتک پاریس نگه داشت. چشمه چندی بعد به نمایش عمومی گذاشته شد. سینما کاپری تهران که به نمایش فیلم‌های متفاوت اختصاص داشت، این فیلم را به مدت شش روز نمایش داد و بعد از آن به بهانه‌ها و فرصت‌های گوناگون، چشمه در کانون‌ها و سینه‌کلوپ‌ها به نمایش درآمد.

### ترجمه
کتاب‌هایی که توسط آربی اوانسیان به فارسی ترجمه شده‌اند عبارتند از:
- ۱۳۵۱ (۱۹۷۲) بکت ۵، ۵ نمایشنامه کوتاه از ساموئل بکت، نشر کارگاه نمایش
- ۱۳۵۶ (۱۹۷۷) خلوت ورگان اثر پیتر گیل به فارسی با همکاری صدرالدین زاهد، نشر تئاتر شهر، چهارسو
- ۱۳۵۵ (۱۹۷۷) پیرود مضحک اثر تادئوش روژه‌ویچ، ترجمه به فارسی با همکاری صدرالدین زاهد، نشر تئاتر شهر، چهارسو
- ۱۹۹۸ ایران، مقاله در مورد تئاتر ایران، با همکاری فرخ غفاری و لاله تقیان منتشر شده در کتاب دایرةالمعارف تئاتر معاصر جهان، جلد پنجم
- ۲۰۰۳–۲۰۰۰ تک پرده مجموعه چهل نمایشنامه تک‌پرده‌ای ارمنی در ۳ جلد، گردآوری، معرفی و حاشیه‌نویسی

### تدریس
در زمینه تئاتر
- ۱۳۴۸–۵۳ (۷۴–۱۹۶۹) تدریس تجزیه و تحلیل فیلم و زیبایی‌شناسی فیلم، مدرسه عالی رادیو و تلویزیون ملی ایران
- ۱۳۶۰ (۱۹۸۱) تدریس کارگردانی، اسپاس آکتور - پاریس فرانسه.
- ۱۳۷۰ (۱۹۹۱) کارگاه نمایشی ـ تئاتر مالیان، ایروان، ارمنستان.
- ۱۳۷۱ (۱۹۹۴) کلاس‌های فوق تخصصی کارگردانی، دانشگاه کلمبیا، نیویورک، ایالات متحده آمریکا.
- ۱۳۷۵ (۱۹۹۶) کارگاه کودکان Cite Clniversitarie، پاریس، فرانسه.
- ۱۳۷۹ (۲۰۰۰) تدریس کارگردانی دانشگاه کلمبیا، نیویورک ایالات متحده آمریکا.[۸]
- استاد ادبیات نمایشی ارامنه در قسمت زبان‌های شرقی دانشگاه سوربن، پاریس، فرانسه.[۸]

در زمینه فیلم
- ۵۲–۱۳۵۱ (۷۳–۱۹۷۲) تدریس کارگردانی و بازیگری تئاتر، دانشکده هنرهای زیبای دانشگاه تهران
- ۱۳۶۵ (۱۹۸۶) کلاس تاریخ سینمای ارمنی - بوستون، ایالات متحده آمریکا.
- ۱۳۶۵ (۱۹۸۶) سینمای ارمنی، انستیتو زوریان دانشکده آزاد در دانشگاه کالیفرنیای جنوبی، لس‌آنجلس، ایالات متحده آمریکا.

## کتاب‌شناسی

## تأثیر
اوانسیان یکی از چهره‌های پیش‌رو و نوآور تئاتر ایران به‌شمار می‌رود. وی به عنوان یکی از کارگردان‌های صاحب‌نام کارگاه نمایش، از تجربه‌های جدید در زمینهٔ نمایش‌نامه‌نویسی و کارگردانی استقبال کرد و می‌توان او را پدیدآورندهٔ راهکارهای تجربی در حوزهٔ کارگردانی ایران دانست. او به عنوان یکی از ستون‌های کارگاه نمایش، در بزرگ‌ترین حرکت تاریخ تئاتر ایران در دهه ۱۳۴۰ و ۱۳۵۰ خورشیدی نقش عمده‌ای داشت و با کارگردانی تئاترهایی بسیار مدرن، راه‌های تازه‌ای را در تئاتر آغاز کرد. نقشی را که آربی آوانسیان توانست در دهه‌های شصت و هفتاد میلادی در تئاتر ایران ایفا نماید، همانند نقشی است که قبل از او شاهین سرکیسیان توانسته بود در اوایل دههٔ پنجاه تا سال ۱۹۶۶ میلادی، سالی که بدورد حیات گفت، ایفا کند. هر دو توانستند نظم کاملاً جدیدی به تئاتر ایران ببخشند و تلاش‌های شایان توجه‌ای در به ثمر رساندن تئاتر نوین ایران داشته باشند. توسط آنها بود که تئاتر ایران شروع به رشد کرد و در صحنهٔ جهانی مطرح شد. نمایش‌های آوانسیان در اقصی نقاط دنیا بر روی صحنه آمده‌اند و از این رو می‌توان او را پرکارترین کارگردان ایرانی در عرصهٔ جهانی به‌شمار آورد.

## آثار

### نمایش‌شناسی
نمایش‌هایش کارگردانی شده توسط آربی اوانسیان عبارتند از:
| نام اثر                                                | پدیدآورنده اثر                          | سال اجرا                         | محل اجرا                                         | بازیگران                                                              |
| ------------------------------------------------------ | --------------------------------------- | -------------------------------- | ------------------------------------------------ | --------------------------------------------------------------------- |
| به دّم پروردگار (به زبان ارمنی)                         | هاکوب اوشاکان                           | ۱۳۴۵                             | باشگاه آرارات                                    |                                                                       |
| مادمازل ژولی                                           | آوگوست استریندبری                       | آذر ۱۳۴۶                         | انجمن ایران و آمریکا                             | مهتاج نجومی                                                           |
| گدایان بزرگوار (به زبان ارمنی)                         | هاکوپ بارونیان                          | اسفند ۱۳۴۶                       | انجمن ایران و آمریکا                             | لوریک میناسیان                                                        |
| پژوهشی ژرف و …                                         | عباس نعلبندیان                          | شهریور ودی ۱۳۴۷                  | استادیوم حافظیه شیرازانجمن ایران و آمریکا، تهران | پرویز پورحسینی، مهتاج نجومی، شکوه نجم‌آبادی، فرخنده باور               |
| در راه (به زبان ارمنی)                                 | لوون شانت                               | اردیبهشت ۱۳۴۸                    | انجمن ایران و آمریکا                             | لوریک میناسیان                                                        |
| تشنگی و گرسنگی                                         | اوژن یونسکو                             | خرداد ۱۳۴۸                       |                                                  | تمرین، اجرایی از آن ارائه نشد                                         |
| هدا گابلر (به زبان انگلیسی)                            | هنریک ایبسن                             | اسفند ۱۳۴۸                       | انجمن ایران و آمریکا                             | بازیگران تئاتر بین‌المللی تهران                                        |
| ویس و رامین                                            | مهین تجدد                               | شهریور ۱۳۴۹                      | چهارمین جشن هنر شیراز                            | پرویز پورحسینی، رضا رویگری                                            |
| پنج نمایشنامه کوتاه                                    | ساموئل بکت                              | ۱۳۴۹/۱۳۵۰                        | کارگاه نمایش                                     |                                                                       |
| ارگاست                                                 | تد هیوز                                 | ۱۳۵۰                             |                                                  |                                                                       |
| معلم من پاهای من                                       | پیتر هاندکه                             | بهمن ۱۳۵۰ تا تیر ۱۳۵۴            | کارگاه نمایش                                     | پرویز پورحسینی                                                        |
| یک قطعه برای گفتن                                      | پیتر هاندکه                             | بهمن ۱۳۵۰ تا تیر ۱۳۵۴            | کارگاه نمایش                                     |                                                                       |
| ناگهان                                                 | عباس نعلبندیان                          | بهمن، اسفند ۱۳۵۱ و فروردین ۱۳۵۲  |                                                  |                                                                       |
| باغ آلبالو                                             | آنتون چخوف                              | بهمن و اسفند ۱۳۵۱ و فروردین ۱۳۵۲ | کارگاه نمایش                                     | داریوش فرهنگ، سوسن تسلیمی، مهدی هاشمی، فهیمه راستکار و پرویز پورحسینی |
| روزهای خوش                                             | ساموئل بکت                              | ۱۳۵۱                             | کارگاه نمایش                                     |                                                                       |
| همان‌طور که بوده‌ایم                                     | آرتور آدامف                             | آذر ۱۳۵۲ تا تیر ۱۳۵۴             | کارگاه نمایش                                     | لرتا                                                                  |
| انسان، حیوان و تقوا                                    | لوئیجی پیراندلو                         | ۱۳۵۳                             | کارگاه نمایش                                     | پرویز پورحسینی                                                        |
| ایلف کوچولو                                            | هنریک ایبسن                             | ۱۳۵۳                             | تئاتر شهر                                        | لرتا                                                                  |
| کالیگولا                                               | آلبر کامو                               | ۱۳۵۳                             | کارگاه نمایش                                     | پرویز پورحسینی                                                        |
| طلبکارها                                               | آوگوست استریندبری ترجمه عباس نعلبندیان  | آذر ۱۳۵۲ تا تیر ۱۳۵۴             | کارگاه نمایش                                     | پرویز پورحسینی                                                        |
| خلوت خفتگان                                            | پیتر گیل                                | ۱۳۵۶–۱۳۵۷                        | تئاتر چهارسو                                     | لرتا و سوسن تسلیمی                                                    |
| خواهر من باغی است با حصار                              | تنسی ویلیامز                            | ۱۳۵۶                             | تئاتر چهارسو                                     |                                                                       |
| پیرمرد مضحک زمستان                                     | تادئوش روژه‌ویچ                          | ۱۳۵۶                             | تئاتر چهارسوتئاتر شهر                            |                                                                       |
| سواری درآمد رنگش سرخ مویش سرخ                          | مهین تجدد                               | ۱۳۵۷                             | تئاتر چهارسو                                     |                                                                       |
| بانویی با سگ ملوسش                                     | آنتون چخوف                              | ۱۳۵۷                             |                                                  |                                                                       |
| در دور دست                                             | ژان پل و نزل                            |                                  |                                                  |                                                                       |
| نازنین                                                 | فئودور داستایفسکی                       | ۱۳۶۱                             |                                                  |                                                                       |
| مرشد و مارگاریتا                                       | میخائیل بولگاکف                         | ۱۳۶۲                             | تماشاخانهٔ شهر پاریس                              |                                                                       |
| چگونه پیش‌بند سوزن‌دوزی‌شده مادرم در زندگی‌ام گسترده می‌شود | وارتگس شوشانیان، لوون شانت، آرشیل گورکی |                                  |                                                  |                                                                       |
| از ما بهترون                                           | یقیا گاسپاریان                          | ۱۳۶۶                             |                                                  |                                                                       |
| زنجیر شده                                              | لوون شانت                               | ۱۳۶۷                             |                                                  |                                                                       |
| مادران                                                 | واهان تکیان                             | ۱۳۷۵                             |                                                  |                                                                       |
| دین                                                    | گیورجیان                                |                                  |                                                  |                                                                       |
| بازی بدون حرف ۱ و ۲                                    | ساموئل بکت                              |                                  |                                                  |                                                                       |
| برای دیگری                                             | لوون شانت                               | ۱۳۷۷                             |                                                  |                                                                       |
| روزنه آبی                                              | اکبر رادی                               |                                  |                                                  |                                                                       |

### فیلم‌شناسی
فهرست عناوین فیلم‌های آربی اوانسیان
| نام فیلم | سال ساخت          | نوع                    | مدت       | قطع         | توضیحات |
| --- | ----------------- | ---------------------- | --------- | ----------- | --- |
| نقاب | ۱۳۴۳ (۱۹۶۴)       | فیلم کوتاه داستانی     | ۶ دقیقه   | ۳۵ میلی‌متری | اقتباس از رمان گریگور ظهراب، سیاه و سفید، به زبان انگلیسی                                                                                             |
| پاروانا (یا پروانه)                                                                                           | ۱۳۴۴ (۱۹۶۵)       | فیلم پویانمایی         | ۸ دقیقه‌ای | ۳۵ میلی‌متری | بر اساس شعری از هوهانس تومانیان، در جشنواره بین‌المللی فیلم کوتاه اوبرهاوزن (۱۳۴۵) نمایش داده شد.دیپلم افتخار از جشنواره سینه استود ۶۷ آمستردام (۱۳۴۶) |
| مدرسهٔ سلطنتی بالهٔ لندن                                                                                        | ۱۳۴۸              | فیلم مستند             | ۵۴ دقیقه  | ۱۶ میلی‌متری | سیاه و سفید به زبان انگلیسیمشاور هنری جورج گوئرا (کارگردان)                                                                                           |
| دور از خانه                                                                                                   | ۱۳۴۸              | فیلم مستند             | ۱۲ دقیقه  | ۱۶ میلی‌متری | سیاه و سفید به زبان انگلیسیمشاور هنری کوین کوئین (کارگردان)                                                                                           |
| شوهر آهو خانم                                                                                                 | ۱۳۴۷              |                        |           | ۳۵ میلی‌متری | در ابتدای کار، از کارگردانی فیلم کناره گرفت. |
| لبئوس ملقب به تادئوس                                                                                          | ۱۳۴۸              | فیلم‌های کوتاه          | ۳۳ دقیقه  | ۳۵ میلی‌متری | سیاه و سفید به زبان ارمنی |
| بانک عمران | ۱۳۴۶ (۱۹۶۷)       | انیمیشن تبلیغاتی       |           |             | |
| پودر برف | ۱۳۴۶ (۱۹۶۷)       | انیمیشن تبلیغاتی       |           |             | |
| تبریک عید نوروز شرکت ارج                                                                                      | ۱۳۴۶ (۱۹۶۷)       | انیمیشن تبلیغاتی       |           |             | |
| چشمه | ۵۰–۱۳۴۸ (۷۲–۱۹۷۰) | فیلم بلند سینمایی      | ۱۰۰ دقیقه | ۳۵ میلی‌متری | نویسنده، اقتباس آزاد از چشمه هغنار نوشته م. آرمن، کاگردان و تهیه‌کننده با مشارکت تل فیلم                                                               |
| چگونه پیش‌بند سوزن‌دوزی‌شده مادرم در زندگی‌ام گسترده می‌شود (یا چگونه پیش‌بند گلدوزی‌شده مادرم در زندگی‌ام اثر گذاشت) | ۱۳۶۴ (۱۹۸۳–۸۵)    |                        |           |             | کارگردان، در فرانسه |
| روبن مامولیان ۸۸                                                                                              | ۱۳۶۷ (۱۹۸۸)       | مستند ویدئویی و ناتمام | ۱۰۰ دقیقه |             | حاوی گفتگویی با کارگردان ارمنی الاصل برادوی و هالیوود، روبن مامولیان                                                                                  |
| چهار، پنج و هفت ماه مه (۱۳۸۸)                                                                                 |                   |                        |           |             | هجده ساعت تصویر تدوین نشده برای ساخت مستند ناتمام دربارهٔ س آخرین دفتر و چاپخانه روزنامه ۸۳ سالهٔ هاراچ در پاریس                                        |

#### جشنواره‌ها
فهرست جشنواره‌های بین‌المللی تئاتر که آربی اوانسیان در آن‌ها شرکت کرده‌است
| تاریخ برگزاری                                 | نام جشنواره                                                                                          | نام اثر                                               | توضیحات                                   |  |
| --------------------------------------------- | --- | ----------------------------------------------------- | ----------------------------------------- |  |
| ۱۳۴۷ (۱۹۶۸)                                   | دومین جشن هنر شیراز، تخت جمشید                                                                       | پژوهشی ژرف و سترگ …                                   | اجرای جهانی                               |  |
| ۱۳۴۹ (۱۹۷۰)                                   | هفتمین جشنواره هنر معاصر، رویان فرانسه                                                               | پژوهشی ژرف و سترگ …لبئوس به نام تادئوس                |                                           |  |
| ۱۳۴۹ (۱۹۷۰)                                   | چهارمین جشن هنر شیراز، تخت جمشید                                                                     | اجرای جهانی ویس و رامین                               |                                           |  |
| ۱۳۴۹ (۱۹۷۰)                                   | چهارمین جشنواره بین‌المللی تئاتر بلگراد، یوگسلاوی                                                     | پژوهشی ژرف و سترگ …                                   |                                           |  |
| ۱۳۴۹ (۱۹۷۰)                                   | تئاتر رویال کورت، لندن، انگستان                                                                      | پژوهشی ژرف و سترگ …                                   |                                           |  |
| ۱۳۵۰ (۱۹۷۱)                                   | پنجمین جشن هنر شیراز، تخت جمشید                                                                      | ارگاست                                                |                                           |  |
| ۱۳۵۱ (۱۹۷۲)                                   | ششمین جشن هنر شیراز - تخت جمشید                                                                      | اجرای جهانی، ناگهان…                                  |                                           |  |
| ۳۱ فروردین، ۱۵ شهریور، مرداد وآذر ۱۳۵۱ (۱۹۷۲) | نخستین جشنوارهٔ بین‌المللی فیلم تهرانششمین جشنواره هنر شیرازجشنواره فیلم ونیزهفتهٔ سینمای جدید در پاریس | چشمه                                                  | تقدیر توسط ساتیاجیت رای                   |  |
| ۱۳۵۲ (۱۹۷۳)                                   | ونیز، ایتالیا                                                                                        | چشمه                                                  |                                           |  |
| ۱۳۶۴ (۱۹۸۶)                                   | جشنواره پیزارو، ایتالیا                                                                              | چشمه                                                  |                                           |  |
| ۱۳۶۹ (۱۹۹۰)                                   | جشنواره سه قاره، نانت، فرانسه                                                                        | چشمه                                                  |                                           |  |
| ۱۳۷۸ (۱۹۹۹)                                   | موزه سینما، بروکسل                                                                                   | چشمه                                                  |                                           |  |
| ۱۳۷۸ (۱۹۹۹)                                   | انستیتو سینمایی انگلستان، لندن                                                                       | چشمه                                                  |                                           |  |
| ۱۳۵۲ (۱۹۷۳) ۱۳۷۹ (۲۰۰۰)                       | جشنواره پائیزی پاریس، فرانسه                                                                         | چشمه                                                  |                                           |  |
| ۱۳۵۲ (۱۹۷۳)                                   | نهمین جشنواره تئاتر نانسی، فرانسه                                                                    | ناگهان…                                               |                                           |  |
| ۱۳۵۲ (۱۹۷۳)                                   | نهمین جشنواره تئاتر نانسی، فرانسه                                                                    | یک قطعه برای گفتن                                     |                                           |  |
| ۱۳۵۳ (۱۹۷۴)                                   | هشتمین جشن هنر شیراز، تخت جمشید                                                                      | کالیگولا                                              |                                           |  |
| ۱۳۵۴ (۱۹۷۵)                                   | جشنواره تئاتر آزاد وروتسواف، لهستان                                                                  | کالیگولا                                              |                                           |  |
| ۱۳۵۴ (۱۹۷۵)                                   | تئاتر کالامبور، گلیویتسه، لهستان                                                                     | کالیگولا                                              |                                           |  |
| ۱۳۵۴ (۱۹۷۵)                                   | ورشو، لهستان                                                                                         | کالیگولا                                              | کالیگولا                                  |  |
| ۱۳۵۵ (۱۹۷۶)                                   | سومین جشنواره بین‌المللی تئاتر، کاراکاس، ونزوئلا                                                      | کالیگولا                                              |                                           |  |
| ۱۳۵۵ (۱۹۷۶)                                   | دومین جشنواره بین‌المللی تئاتر، سائوپائولو، برزیل                                                     | کالیگولا                                              |                                           |  |
| ۱۳۵۵ (۱۹۷۶)                                   | تئاتر سه‌سیلو بیکر، ریو دو ژانیرو - برزیل                                                             | کالیگولا                                              |                                           |  |
| ۱۳۵۵ (۱۹۷۶)                                   | کلوپ تئاتر تجربی لا ماما، نیویورک، ایالات متحده                                                      |                                                       |                                           |  |
| ۱۳۵۵ (۱۹۷۶)                                   | دهمین جشن هنر شیراز، تخت جمشید                                                                       | سواری درآمد، رویش سرخ و مویش سرخ …                    | اجرای جهانی                               |  |
| ۱۳۵۷ (۱۹۷۶)                                   | تئاتر ملل کاراکاس، ونزوئلا                                                                           | ‌سواری درآمد …                                         |                                           |  |
| ۱۳۵۸ (۱۹۷۹)                                   | هشتمین جشنواره پائیزی پاریس                                                                          | بانویی با سگ کوچکش                                    | در مرکز ژرژ پمپیدو، پاریس                 |  |
| ۱۳۶۲ (۱۹۸۳)                                   | شانزدهمین جشنواره جهانی تئاتر نانسی، فرانسه                                                          | چگونه پیش‌بند سوزن‌دوزی‌شده مادرم در زندگیم گسترده می‌شود |                                           |  |
| ۱۳۶۶ (۱۹۸۷)                                   | جشنواره مونترال، کانادا                                                                              | چگونه پیش‌بند سوزن‌دوزی‌شده مادرم در زندگیم گسترده می‌شود |                                           |  |
| ۱۳۶۶ (۱۹۸۷)                                   | جشنواره پیزارو، ایتالیا                                                                              | چگونه پیش‌بند سوزن‌دوزی‌شده مادرم در زندگیم گسترده می‌شود |                                           |  |
| ۱۳۶۶ (۱۹۸۷)                                   | موزه هیشهورن، مؤسسه اسمیتسونین، واشینگتن، دی.سی.، آمریکا                                             | چگونه پیش‌بند سوزن‌دوزی‌شده مادرم در زندگیم گسترده می‌شود |                                           |  |
| ۱۳۷۰ (۱۹۹۱)                                   | نخستین جشنوارهٔ تئاتر دیاسپورا، ایروان، ارمنستان                                                      | لوون شانت و نقش تئاتری او                             | اجرا و سخنرانی در تئاتر آکادمیک سوندوکیان |  |

## یادداشت
1. ↑  Arby Ovanessian
2. ↑  CentreGeorges Pompidou
3. ↑  Royan Festival
4. ↑  اعضای این گروه عبارت بودند از: هوشنگ آزادی‌ور، مهوش افشارپناه، آربی اوانسیان، سعید اویسی، پرویز پورحسینی، مهین تجدد، سوسن تسلیمی، سیاوش طهمورث، فهیمه راستکار، نسرین رهبری، صدرالدین زاهد، محمدباقر غفاری، داریوش فرهنگ، فردوس کاویانی، شکوه نجم‌آبادی، بیژن مفید، مهدی هاشمی، و فریدون یوسفی
5. ↑  Le Tablier Brode De Ma Mere S'Etale Dans Ma Vie
6. ↑  Orghast
7. ↑  Andrei Șerban
8. ↑  գյուրջյան
9. ↑  London School of Royal Ballet
10. ↑  Away From Home
11. ↑  French the Festival international d'art contemporain de Royan Theatre Festival
12. ↑  نخستین اجرای تئاتری در تخت جمشید که میزانسن آن هماهنگ با غروب آفتاب تنظیم شده بود
13. ↑  Belgrade International Theatre Festival
14. ↑  این نمایش در کنار اجراهایی از اینگمار برگمان، اوتامان کرچا و آندری شربان به روی صحنه رفت
15. ↑  همکاری پیتر بروک، آربی اوانسیان و آندری شربان، در اجرای قسمت اول، ابتکار میزانسن هماهنگ با غروب آفتاب، آربی به کار برده شده بود و قسمت دوم نمایش با طلوع آفتاب به پایان رسید
16. ↑  Kalambour
17. ↑  Cecilia Becker Theatre
18. ↑  La MaMa Experimental Theatre Club
19. ↑  National Opera House of Caracas